# デシルクエン酸シンターゼ
デシルクエン酸シンターゼ(Decylcitrate synthase、EC 2.3.3.2)は、以下の化学反応を触媒する酵素である。
ラウロイルCoA + 水 + オキサロ酢酸{\displaystyle \rightleftharpoons }(2S,3S)-2-ヒドロキシトリデカン-1,2,3-トリカルボン酸 + 補酵素A
従って、この酵素の基質はラウロイルCoAと水とオキサロ酢酸の3つ、生成物は(2S,3S)-3-ヒドロキシトリデカン-1,2,3-トリカルボン酸（デシルクエン酸）と補酵素Aの2つである。
この酵素は転移酵素、特にアシル基をアルキル基に変換するアシルトランスフェラーゼに分類される。系統名はドデカノイルCoA:オキサロ酢酸 C-ドデカノイルトランスフェラーゼ (チオエステル加水分解, 1-カルボキシウンデシル形成)(dodecanoyl-CoA:oxaloacetate C-dodecanoyltransferase (thioester-hydrolysing, 1-carboxyundecyl-forming))である。